# كينتيتسو
كينتيتسو (باليابانية: 近畿日本鉄道株式会社, بالإنجليزية:Kintetsu Railway) وغالبا ما يشار إليها بالاختصار 近鉄 هي شركة نقل يابانية مقرها أوساكا.